# Buck Baker
Statistiques en NASCAR Cup Series
Dernière mise à jour : 16 décembre 2016 
 Buck Baker est un pilote américain de NASCAR né le 4 mai 1919 à Richburg, Caroline du Sud, et mort le 14 avril 2002 à Charlotte, Caroline du Nord. 

## Carrière
Il participe à 26 saisons de NASCAR entre 1949 et 1976 et remporte le championnat Grand National à deux reprises en 1956 et 1957. Il totalise 46 victoires et 372 top 10.